# Tauraco erythrolophus
El turaco crestirrojo, turaco de cresta roja o turaco cresta roja (Tauraco erythrolophus) es una especie de ave cuculiforme de la familia Musophagidae, endémica de los bosques y sabanas arboladas del oeste de Angola, siendo el ave nacional de este país.

## Taxonomía
Estudios recientes de ADN sugieren que esta especie forma un clado junto con el turaco de Bannerman y el turaco crestiblanco. No se reconocen subespecies.

## Descripción
El turaco crestirrojo es un ave moderadamente grande y colorido que presenta una larga cola. Se le puede identificar por su cresta de un color rojo vivo, cara blanca y un pico curvado amarillo. Los ojos son rojos y el pico de color verde amarillento. Su plumaje en general es de un verde metalizado. La parte interna de las alas es de un color rojo vivo que solo puede ser observado cuando extienden las mismas. Miden entre 47 y 50 cm desde el pico hasta la punta de la cola y pesan entre 210 y 325 g. Es bastante similar al turaco de Bannerman del que difiere por tener un ribete blanco en el extremo de la cresta roja, y por tener la cara blanca en lugar de gris. Ambos sexos son similares.

## Distribución y hábitat
Este ave es endémica de los bosques y sabanas del oeste de Angola prefiriendo los hábitats densamente arbolados a los espacios abiertos. 

## Comportamiento
El turaco crestirrojo vive en parejas o pequeños grupos que pueden llegar hasta los 30 individuos. Pasan la mayor parte del tiempo en los árboles donde encuentran la mayoría de su alimento y solo suelen bajar al suelo para beber. Son mayormente vegetarianos alimentándose de frutas silvestres pero también hojas, flores y brotes. También suelen alimentarse de insectos sobre todo durante la época de cría.
Esta especie es monógama y los padres se encargaran de construir el nido con ramitas y otro materiales en las copas de los árboles. La época reproductiva comienza con la llegada de las lluvias y la hembra pondrá hasta dos huevos que incubaran ambos progenitores sobre los 20 días. Las crías nacen cubiertas de un plumón pardo y los ojos ya abiertos y serán alimentadas por los padres. Empezarán a ser independientes cuando cumplan las 4 o 5 semanas.

## Conservación
Como tiene un área de distribución bastante amplia se le considera de preocupación menor por la UICN a pesar de que la población de esta especie tiene una tendencia decreciente. La población total de esta especie no está cuantificada pero no es raro encontrarla dentro de su rango. Los mayores peligros a los que se enfrenta el turaco crestirrojo están derivados de la pérdida de su hábitat.

## Galería

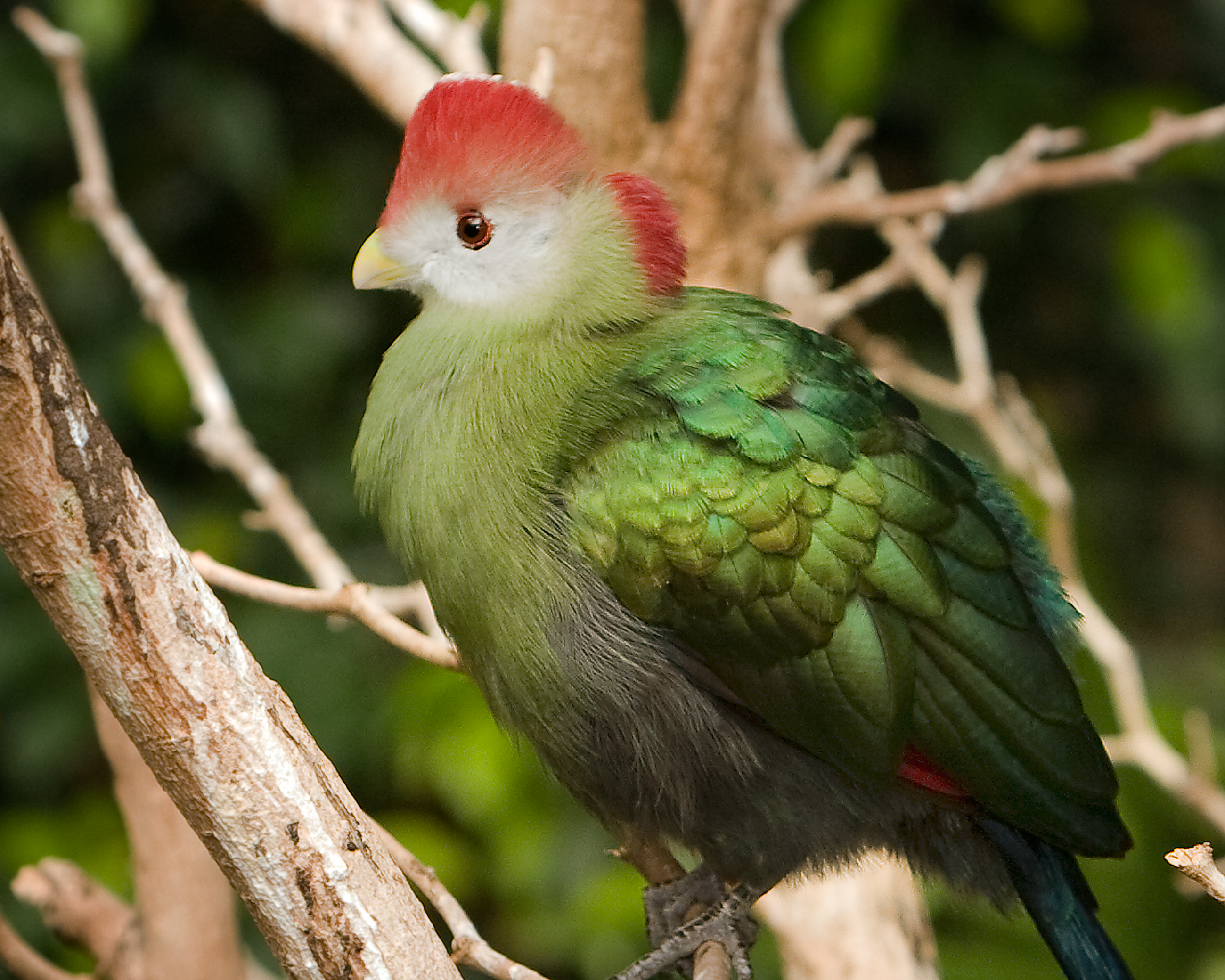
Turaco crestirrojo, Niagara Falls Aviary, Canadá
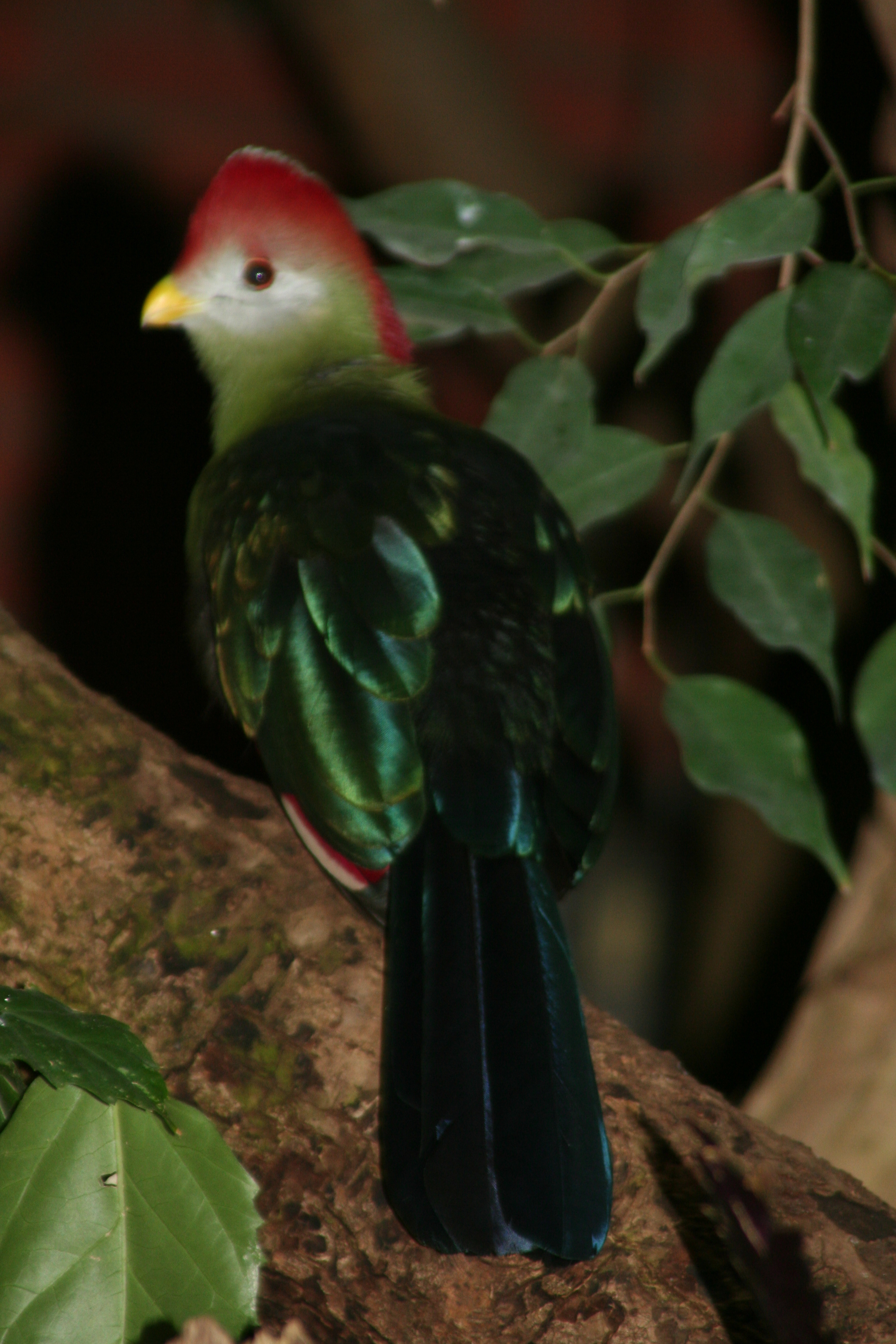
Weltvogelpark Walsrode, Alemania
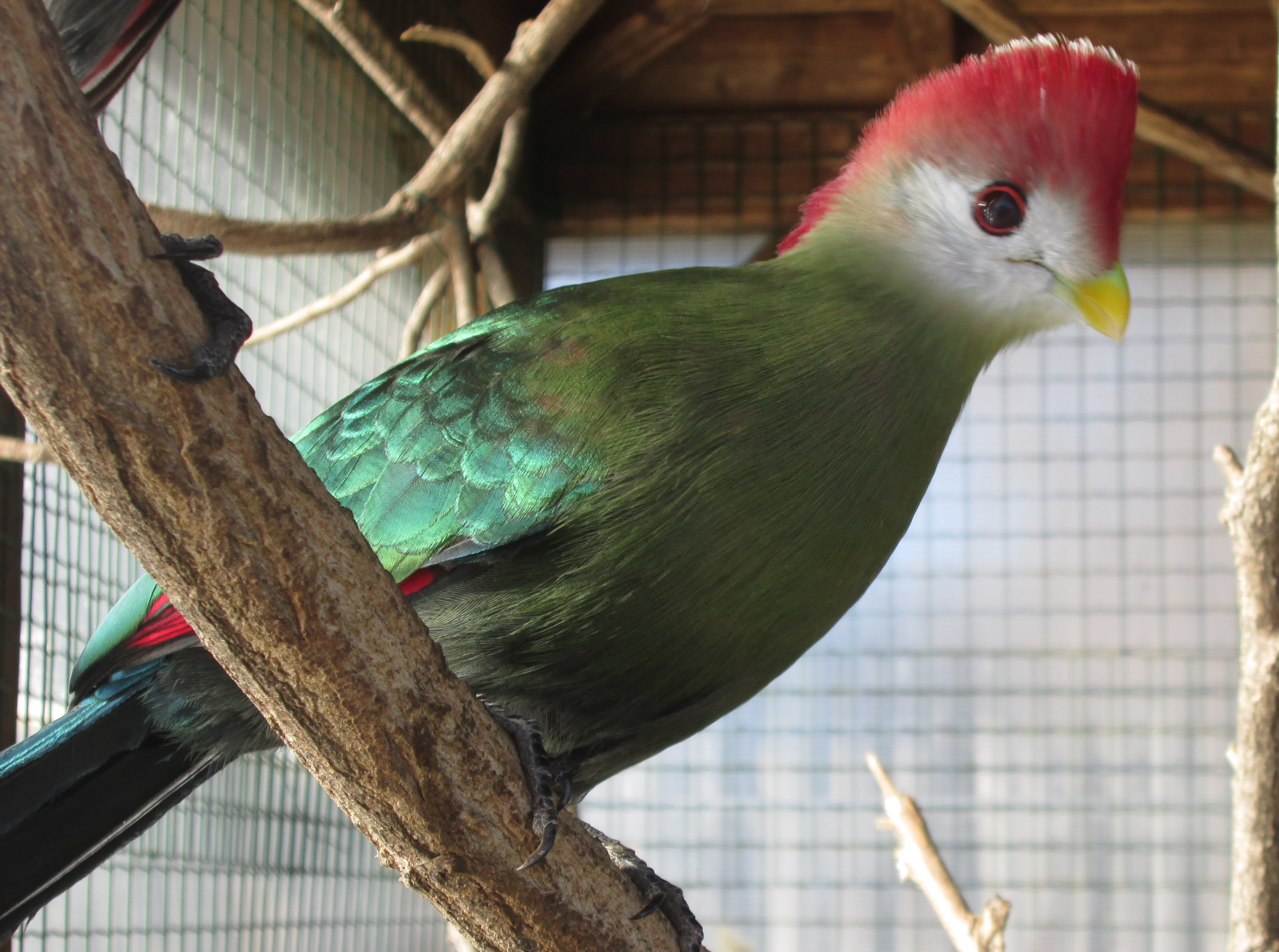
Pombia Safari Park, Italia